# Robin Coombs
Robert Royston Amos ("Robin") Coombs (London 9 de janeiro de 1921 – Cambridge 25 de janeiro de 2006), foi um imunologista Britânico, co-descobridor do teste de Coombs (1945) utilizados para a detecção de anticorpos em diferentes cenários clínicos, tais como Eritroblastose fetal e transfusão de sangue.

## Biografia
Nasceu em Londres e estudava medicina veterinária na Universidade de Edimburgo. Em 1943, ele foi até King's College, Cambridge, onde ele começou um doutorado,  ganhou em 1947. Antes de terminar seu doutorado, desenvolveu e publicou, métodos para detecção de anticorpos com o Dr. Arthur Mourant e o Dr. Robert Russell Race em 1945. Este teste referido como o teste de Coombs, que, de acordo com a lenda, foi inicialmente concebido enquanto Coombs estava viajando no trem.
Coombs tornou-se professor e pesquisador do Departamento de Patologia da Universidade de Cambridge, tornando-se membro do Corpus Christi College e fundador da Divisão de Imunologia. Ele foi nomeado o quarto professor  Quick de biologia em 1966 e continuou a trabalhar na Universidade de Cambridge até 1988.
Em novembro de 1956, Coombs fundada a Sociedade Britânica de Imunologia lado de John H. Humphrey, Bob White, e Avrion Mitchison.
Ele recebeu o doutorado honorário pela Universidade de Guelph, no Canadá, e da Universidade de Edimburgo, Escócia, e foi um Fellow da Royal Society do Reino Unido (1965), um membro do Royal College of Pathologists e membro Honorário do Royal College of Physicians.
Coombs era casado com Anne Blomfield, sua primeira aluna de pós-graduação. Eles tiveram um filho e uma filha.

## Trabalho
O teste de Coombs, desenvolvido por ele e publicado juntamente com o Dr. Arthur Mourant e o Dr. Robert Russell Race em 1945, formou a base de um grande número de investigações laboratoriais nas áreas de hematologia e imunologia.
Juntamente com o professor Philip George Howthern Gell, ele desenvolveu uma classificação dos mecanismos imunes de lesão tecidual, agora conhecida como "Gell–Coombs classificação", composto por quatro tipos de reações.
Juntamente com W. E. Parish  e A. F. Wells ele apresentou uma explicação de síndrome de morte súbita infantil (SIDS) como uma reação anafilática a proteínas lácteas.